# Eriopyga euchroa
Eriopyga euchroa là một loài bướm đêm trong họ Noctuidae.